# هو جين هان مين
هو جين هان مين (بالإنجليزية: Hu Hanmin) (و. 1879 – 1936 م) هو زعيم حزب من، ولد في غوانغدونغ، كان عضوًا في الكومينتانغ، توفي عن عمر يناهز 57 عاماً ، بسبب نزف مخي.

## روابط خارجية
- هو جين هان مين على موقع الموسوعة البريطانية (الإنجليزية)